# Marie Bartmuß
Marie Emilie Bartmuß, auch Marie Bartmuss, (geboren am 29. Januar 1909 in Dessau; gestorben nach 1937) war eine deutsche Kunsthistorikerin.

## Leben
Bartmuß war die Tochter des Lehrers und Organisten Max Bartmuß (* 21. September 1871 in Bitterfeld; † 1935), der auch christliche Musik komponierte. Sie besuchte zunächst ab 1915 die höhere Töchterschule, das Antoinetten-Lyceum, sowie ab 1922 die Lateinklasse und wechselte 1924 auf die neu gegründete Studienanstalt realgymnasialer Ausrichtung in Dessau. Nach der erfolgreichen Reifeprüfung im Jahr 1928 studierte sie Geschichte, Kunstgeschichte und Philosophie an den Universitäten in Halle, Freiburg im Breisgau, München und wieder in Halle, wo sie am 26. Juli 1933 ihr mündliches Doktorexamen ablegte und promoviert wurde. Sie verfasste einige Beiträge für den 30. Band des Allgemeinen Lexikons der Bildenden Künstler.

## Publikationen (Auswahl)
- Die Entwicklung der Gethsemane-Darstellung bis zum 1400. E. Klinz, Halle 1935, OCLC 65234827 (Dissertation Universität Halle 1933, mit Lebenslauf).
- Neuerwerbungen der Anhaltischen Gemälde-Galerie Dessau. In: Weltkunst. 9. Jahrgang, Nr. 1, 1935, S. 4.
- mit Karl Schulze-Wollgast: Carl Wilhelm Kolbe und sein Schülerkreis in der Hauptschule zu Dessau: darunter Jugendzeichnungen von Franz Krüger und das Werk Johann Wilhelm Walkhoffs. Ausstellung, Dessau, Febr. 1937. Dessau 1937, OCLC 886926515.